# Michika Ozeki
Michika Ozeki (japanisch 小関 みちか Ozeki Michika; * 17. März 1992 in Tokyo) ist eine japanische Tennisspielerin.

## Karriere
Ozeki spielt vor allem auf Turnieren der ITF Women’s World Tennis Tour, bei denen sie bislang einen Titel im Einzel und vier im Doppel gewonnen hat.

## Turniersiege

### Einzel
| Nr. | Datum       | Turnier | Kategorie   | Belag     | Finalgegnerin | Ergebnis |
| --- | ----------- | ------- | ----------- | --------- | ------------- | -------- |
| 1.  | 3. Mai 2014 | Bangkok | ITF $10.000 | Hartplatz | Kyōka Okamura | 6:4, 6:3 |

### Doppel
| Nr. | Datum             | Turnier    | Kategorie   | Belag             | Partnerin          | Finalgegnerinnen                             | Ergebnis         |
| --- | ----------------- | ---------- | ----------- | ----------------- | ------------------ | -------------------------------------------- | ---------------- |
| 1.  | 31. Mai 2014      | Balikpapan | ITF $25.000 | Hartplatz         | Peangtarn Plipuech | Varatchaya Wongteanchai Varunya Wongteanchai | 6:3, 4:6, [10:7] |
| 2.  | 28. Juli 2017     | Hongkong   | ITF $15.000 | Hartplatz         | Akari Inoue        | Sari Baba Yuqi Sheng                         | 6:4, 6:2         |
| 3.  | 9. September 2017 | Kyōto      | ITF $15.000 | Hartplatz (Halle) | Akari Inoue        | Ayaka Okuno Kajsa Rinaldo Persson            | 4:6, 6:3, [10:8] |
| 4.  | 12. März 2022     | Monastir   | ITF W15     | Hartplatz         | Lauren Proctor     | Dschulija Tersijska Eliessa Vanlangendonck   | 7:5, 7:69        |
| 5.  | 14. April 2024    | Monastir   | ITF W15     | Hartplatz         | Lý-Nguyễn Savanna  | Paris Corley Dasha Ivanova                   | 6:1, 6:1         |
| 6.  | 16. Juni 2024     | Tokio      | ITF W15     | Hartplatz         | Akari Inoue        | Ayumi Miyamoto Anri Nagata                   | 2:6, 7:5, [10:8] |
| 7.  | 27. Oktober 2024  | Loulé      | ITF W35     | Hartplatz (Halle) | Lian Tran          | Salma Drugdová Marie Weckerle                | 6:4, 6:2         |